# Свірчі
Свірчі, або Сверчі гербу Сверчик (пол. Świerczkowie) — шляхетський рід сілезького походження. Представники роду посідали уряди (посади) та володіли маєтностями в Україні, куди прибули за часів князя Владислава Опольського.

## Представники
- Адамко (можливий представник роду[1])
- Адам Ярош — дідич Гусятина
- Пйотр (з Вахнівців) — кам'янецький хорунжий у 1450—1458[2]
- Павел — кам'янецький хорунжий у 1450, може, брат Пйотра[3]

- Миколай Свірч або Бедрих (також з Новодвору) — внук або син Миколая Бедриха, кам'янецький стольник (1464—1466), каштелян (1467—1492), у Адама Бонецького помилково Ян[4]
  - Анджей (Новодворський, з Городка, пом. 1510) — кам'янецький підкоморій[5]

- Бедришко (Бедрих)
  - Миколай Бедрих (за В. Михайловським, також просто Бедрих[6]) — каштелян Кам'янця-Подільського 1438—1441[4]

Ян Свірч-старший, син Адама з Гусятина, здійснив обмін з Боною Сфорцою, польською королевою, у 1539 році свого дідичного села Маньківці на Гусятин та Кутківці. 1559 р. король Сиґізмунд II Авґуст надав Гусятину магдебурзьке право
- Ян Свірч-молодший, син Яна Свірча-старшого
- Анна Лянцкоронська, дружина Яна Свірча-молодшого
- діти:
- Анна-Ельжбета (Гальшка)
  - Катажина — дружина старости хмільницького Міхала Язловецького,[7] у 1581 році продала половину Городка з прилеглими селами комусь з Потоцьких.[8]

- Беата Свірчівна з Нового Двору — дружина Станіслава Гурського[9]
- Анна-Ельжбета з Вільхівця — дружина князя Костянтина Вишневецького
- Констанція з Новодворських — власниця (посідачка) Чорного Острова[10]

### Володіння
Городок, Гусятин, Чорний Острів, Плоскирів.